# Mystery

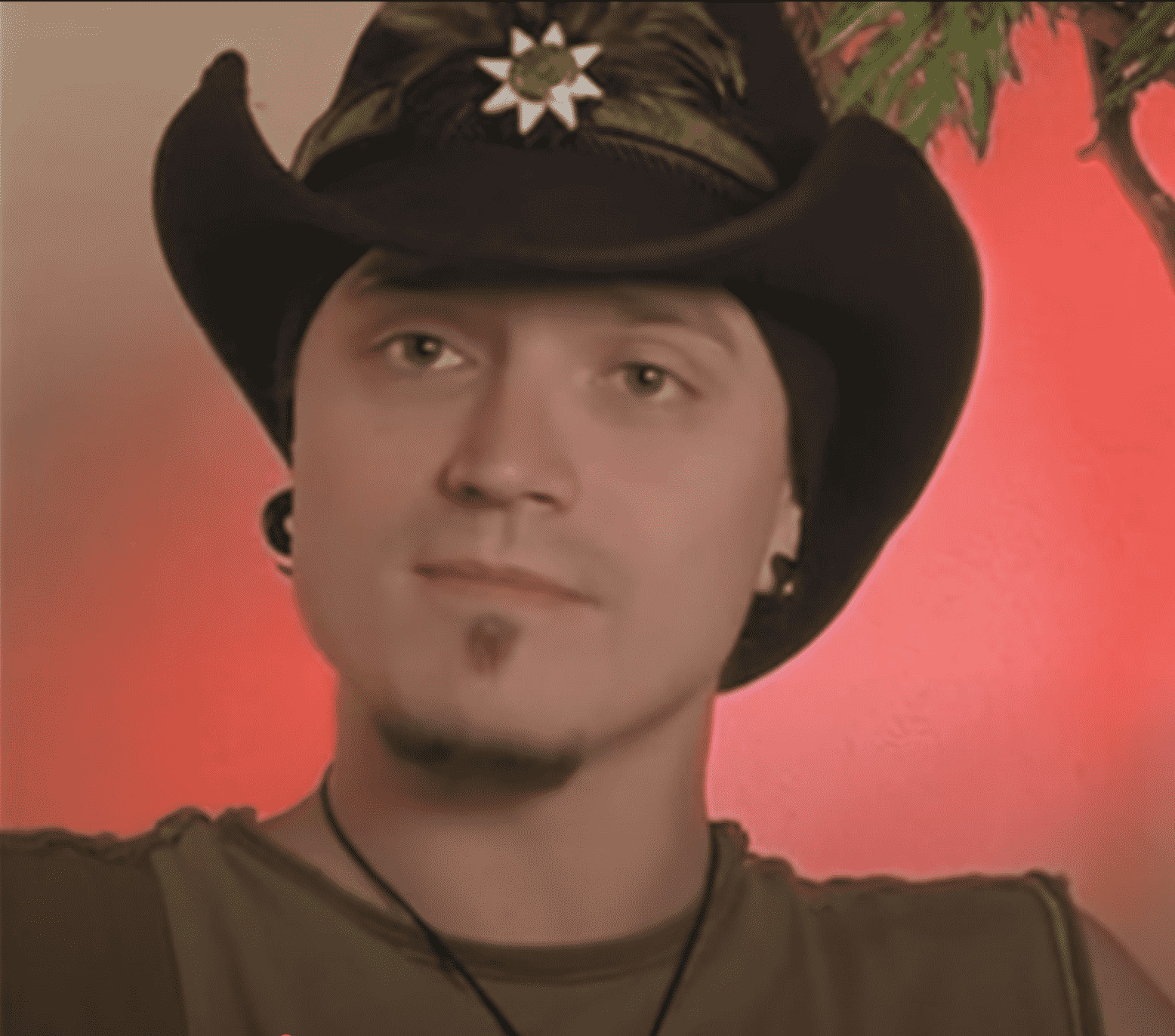
Mystery en 2013

Mystery (nombre artístico, su nombre real es Erik James Horvat-Marković, nacido el 24 de septiembre de 1971) es un escritor, artista del ligue y animador canadiense. Es un innovador en la comunidad de la seducción y uno de los personajes principales del libro de no ficción The Game: Penetrating the Secret Society of Pickup Artists, best-seller traducido al español como "El método" escrito por el que entonces era su estudiante, Neil Strauss. Apareció en el reality show de 2007 de VH1 The Pick-up Artist, que ya ha terminado su segunda temporada. Mystery se autoproclama como "el pickup artist más grande del mundo" y fue presentado como "el pick-up artist con más éxito del mundo" durante el estreno de su programa en VH1.

## Biografía
El personaje Mystery fue creado por Erik von Markovik a finales de la década de 1990 por sus actuaciones como mentalista, tituladas Natural Magic. Ha hecho actuaciones de magia en muchos lugares, incluyendo Toronto, Las Vegas y Hollywood. El nombre Mystery también era utilizado por von Markovik como su apodo en Internet y su seudónimo. Es el autor de The Mystery Method: How to Get Beautiful Women Into Bed, publicado por St.. Martin 's Press
Mystery se autodescribe como un "madurador tardío", y reconoce que se pasó los primeros años de su vida jugando a Dungeons & Dragons y que tuvo poco o nada de éxito con las mujeres hasta los veintiún pocos años. Pero su deseo de amar y ser amado por las mujeres le impulsó a salir de discotecas noche tras noche, practicando y poniendo a prueba varias maneras de poner en marcha interacciones sociales con la gente. A lo largo de un período de ensayo y error de diez años, "y muchos, muchos errores", Mystery creó lo que ha evolucionado en lo que actualmente se conoce como uno de sus Love Systems (conocido antes como Mystery Method). Observando de cerca cómo actúan las personas la una con la otra durante la fase de "noviazgo" de una relación, y combinando estas observaciones con diversas teorías de la psicología evolucionista, creó un sistema de técnicas y estrategias diseñadas para ayudar a los hombres a mejorar a la hora de actuar con las mujeres en diferentes situaciones sociales como en bares, discotecas, cafés y lugares similares. Compartió sus teorías en un grupo de discusión en Internet, alt.seduction.fast, y se hizo famoso por su enfoque analítico en el campo de la seducción, así como sus "informes" detallados.
Mystery enseñó y luego se hizo amigo del escritor Neil Strauss, que acabó convirtiéndose en el wingman (ala) de Mystery, y finalmente también se convirtió él mismo un mentor de la comunidad de la seducción. Junto con un grupo de otros antiguos estudiantes, Mystery y Strauss compartían una gran mansión en Hollywood ("Project Hollywood"), que pronto se convirtió en un punto central para los estudiantes en potencia. Su amistad es relatada en el libro de Strauss El método.
En 2004, Mystery formó una asociación con otro asesor de citas, Nick Savoy, para formar la Mystery Method Corporation, aunque Mystery dejó de enseñar en programas regulares a mediados del 2005. Sin embargo, la compañía continuó creciendo, y fue añadiendo una docena de nuevos instructores hasta finales del 2006, cuando Mystery marchó para fundar su propia compañía, llamada venusiana Artes. La Mystery Method Corporation continuó sin él pero con la mayoría de los instructores, y desde entonces ha cambiado su nombre a Love Systems.

## Obras
- The Venusian Arts Handbook (2005). Mystery Method Corp. (libro electrónico)
- The Mystery Method: How to Get Beautiful Women Into Bed. St. Martins Press. (2007). ISBN 978-0312360115

Traducido al español como: El secreto. Viamagna (junio 2008). 250 páginas ISBN 978-84-96692-34-3
- Revelation (2008). Mystery, Chris Odom, James Matador. Venusian Arts. ISBN 97809818733005
- The Pickup Artist: The New and Improved Art of Seduction (2010). Mystery, Chris Odom. Villard Books. ISBN 978-0345518194

Traducido al español como: El maestro de la seducción. Viamagna. (junio de 2010) ISBN 9788492967209

## Trayectoria en televisión
The Pickup Artist. Reality show del canal por cable VH1. 
- Temporada 1: 6 de agosto de 2007, 24 de septiembre de 2007
- Temporada 2: 12 de octubre de 2008, 30 de noviembre de 2008